# Gran Cuenca Artesiana

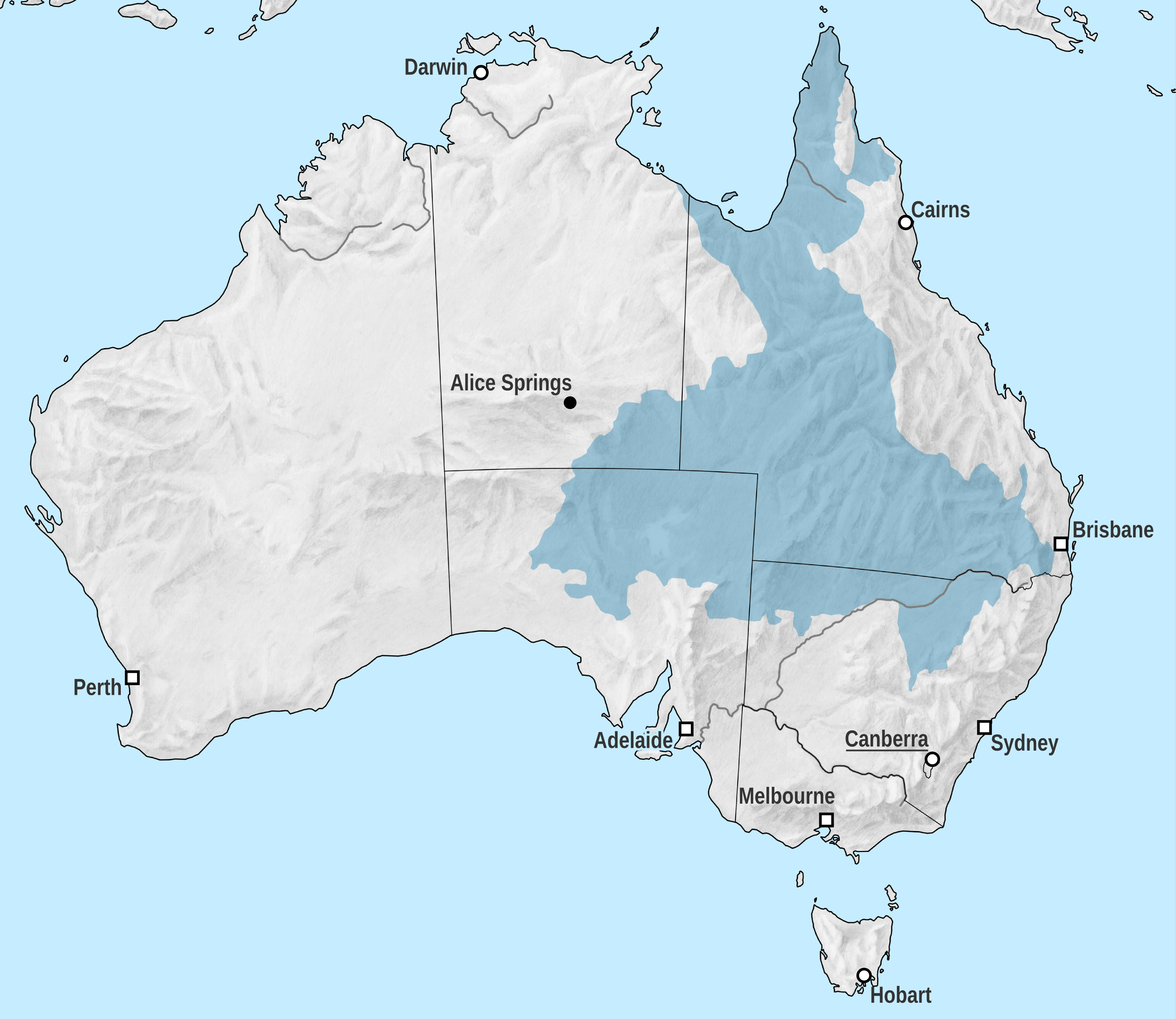
Ubicación de la Gran Cuenca Artesiana

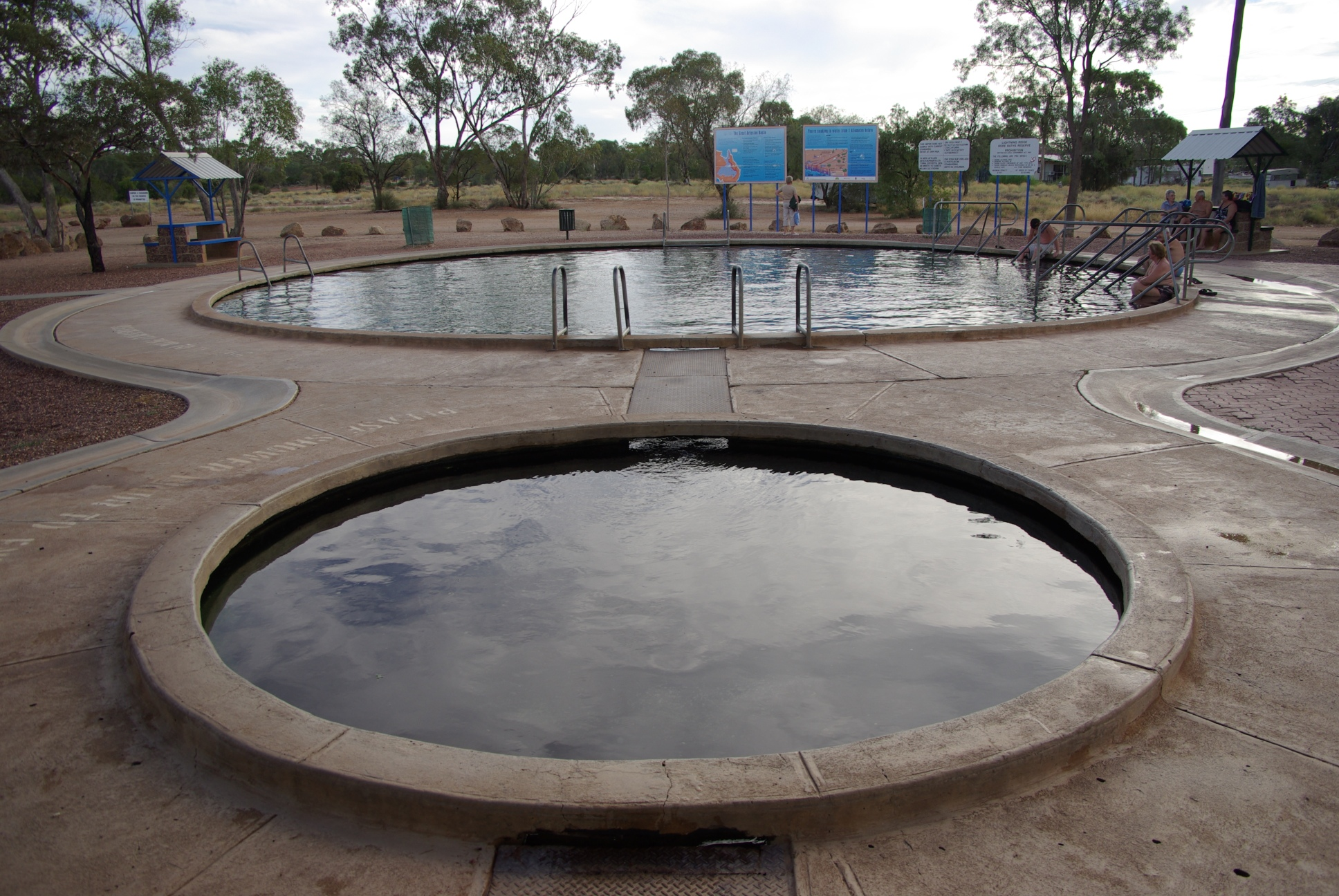
Aguas termales en Lightning Ridge, Nueva Gales del Sur, proveídas por perforaciones artesianas.

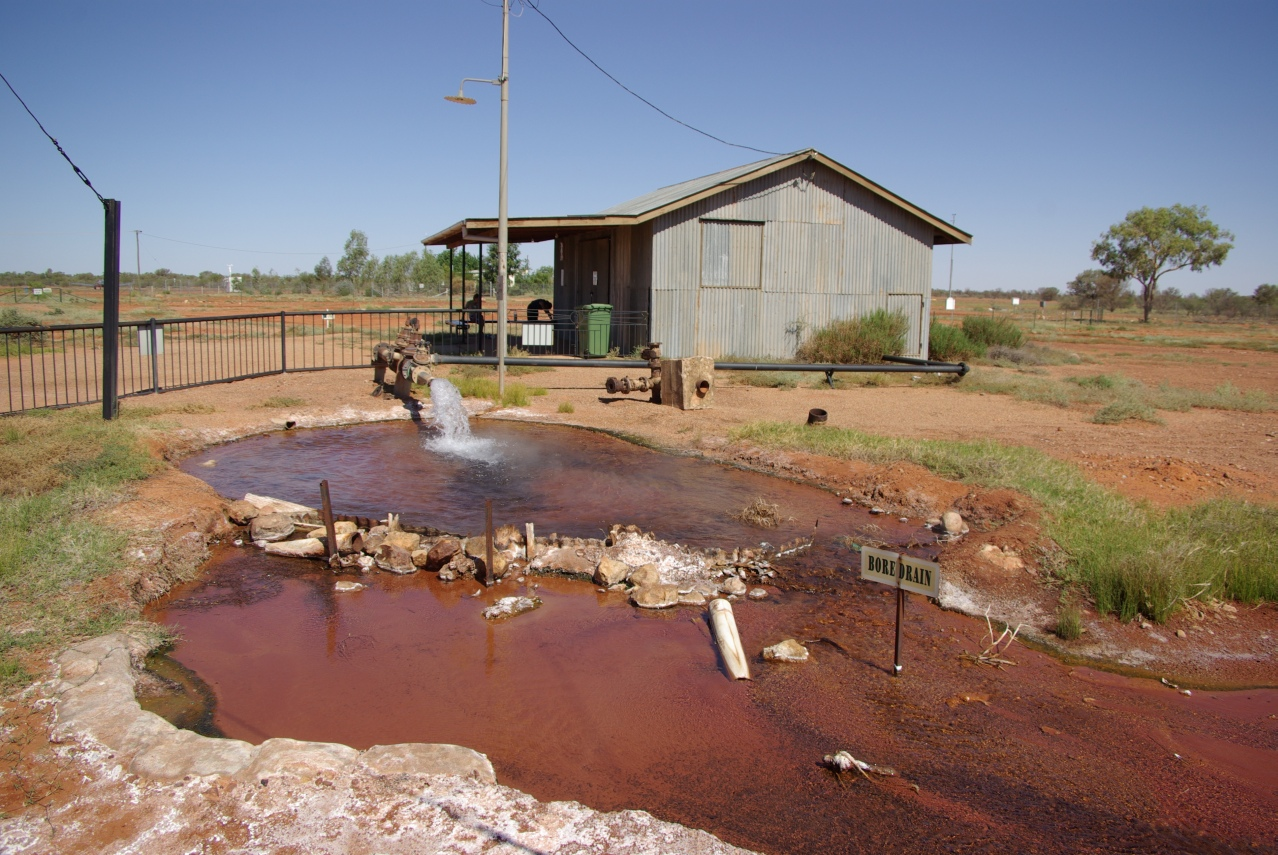
Pozo de agua caliente perforado en la Gran Cuenca Artesiana en Thargomindah, Queensland.

La Gran Cuenca Artesiana  es un acuífero artesiano de gran tamaño que provee la única fuente confiable de agua dulce en gran parte del interior de Australia. Es el acuífero artesiano más grande y profundo del mundo, con una extensión total de 1.700.000 km² y temperaturas que van desde los 30 °C hasta los 100 °C.  Cubre un 23% de toda Australia, incluyendo la mayoría del territorio de Queensland, la esquina sureste del Territorio del Norte, la parte noreste de Australia del Sur, y el norte de Nueva Gales del Sur. La cuenca llega a tener hasta 3.000 metros de profundidad en ciertos puntos y se estima que cuenta con 64.900 km³ de agua subterránea.  El Comité de Coordinación de la Gran Cuenca Artesiana (en inglés, Great Artesian Basin Coordinating Committee o GABCC) coordina las actividades relacionadas con la cuenca entre los diferentes niveles del gobierno y organizaciones comunitarias.

## Fisiografía
Esta región es una de las provincias fisiográficas de las Cuencas de Australia Oriental, e incluye la sección fisiográfica más pequeña del Umbral de Wilcannia.

### Geología
El agua de la GCA  está retenida en una capa de arenisca que fue depositada por la erosión continental de terreno más elevado durante los periodós Triásico, Jurásico y principios del Cretácico. Más adelante, en una época en la que gran parte del interior de Australia se encontraba por debajo del nivel del mar, la capa de arenisca fue cubierta por una capa de roca sedimentaria marina, la cual formó la capa de contención, atrapando de esta manera el agua en el acuífero de arenisca. El extremo oriental de la cuenca se vio levantado cuando se formó la Gran Cordillera Divisoria. El otro extremo fue creado a partir de los accidentes geográficos de las Tierras Bajas del Centro-Este y la Gran Meseta Occidental en el oeste.
Gran parte del agua que recarga al acuífero entra a través de formaciones de roca relativamente elevadas cerca del extremo oriental de la cuenca (en Queensland y Nueva Gales del Sur) y fluye muy gradualmente hacia el sur y el oeste. Una cantidad mucho menor ingresa por el margen occidental en la árida Australia central, fluyendo de sur a este. Debido a que la arenisca es permeable, el agua pasa por los poros entre los granos de arena en forma gradual, fluyendo a un ritmo de uno a cinco metros por año.
Las descargas se dan eventualmente a través de un número de manantiales y filtraciones, más que todo en la parte sur de la cuenca. La edad del agua subterránea se ha determinado a través de mediciones de carbono 14 y cloro 36 en combinación con modelos hidráulicos: se estima que tienen desde varios miles de años en las zonas de recarga en el norte hasta casi 2 millones de años en las zonas de descarga en el suroeste.

### Fuente de agua
Antes de la llegada de los europeos, las aguas del GCA se descargaban a través de manantiales, muchos de ellos en el árido sur australiano. Estos manantiales eran el sustento de una variedad de invertebrados endémicos (moluscos, por ejemplo), además de proveer el elemento vital a las comunidades aborígenes y sus rutas de comercio. Luego de la llegada de los europeos, estos permitieron la exploración del continente y comunicaciones más rápidas entre el sureste de Australia y Europa a través de la Línea Telegráfica Transaustraliana. La Gran Cuenca Artesiana se convirtió en una importante fuente de agua para ranchos, irrigación y uso directo para ganado y personas, y es de vital importancia para las áreas rurales en Australia. Para explotarla, se perforan pozos hasta una capa rocosa adecuada, en donde la presión del agua la expulsa a la superficie, casi siempre sin necesidad de bombeo.
El descubrimiento y uso del agua depositada en la Gran Cuenca Artesiana permitió que miles de kilómetros cuadrados de terreno, alejados de los ríos de Nueva Gales del Sur, Queensland y Australia del Sur, se abran para actividades pastorales. El descubrimiento europeo de la cuenca data de 1878, cuando un pozo poco profundo cerca de Bourke arrojó agua. Hubo descubrimientos similares en Back Creek al este de Barcaldine en 1886, y en 1887 cerca de Cunnamulla.
La extracción de agua de la GCA es esencialmente una operación minera, con tasas de recarga que son mucho menores al ritmo de extracción actual. En 1915 había 1500 pozos que proveían 2000 megalitros de agua por día, pero hoy en día la producción total se ha reducido a 1500 megalitros diarios. Esto incluye un poco menos de 2.000 pozos de agua que fluyen libremente y más de 9.000 que requieren de bombeo para alcanzar la superficie. Muchos pozos no son regulados o están abandonados, lo que resulta en una cantidad considerable de agua malgastada. Estos problemas han existido por muchas décadas y en enero de 2007 el gobierno de Australia anunció un incremento en los fondos para tratar de controlarlos. Desafortunadamente, muchos de los manantiales mencionados anteriormente se han secado debido una caída en la presión del agua, lo cual probablemente ha resultado en la extinción de varias especies de invertebrados.

Además, la cuenca ha proveído de agua a una estación de energía geotérmica en Birdsville a través de un pozo de 1.2 kilómetros de profundidad. El agua se encuentra a una temperatura aproximada de 98 °C y provee el 25% de las necesidades energéticas del pueblo.

## Administración
Debido a que la Gran Cuenca Artesiana se encuentra entre los estados de Queensland, Nueva Gales del Sur, Australia del Sur y el Territorio del Norte, y cada uno de los estados opera bajo diferentes regímenes reguladores, legales y de administración de recursos, es importante que se cuente con un enfoque coordinado que considere a la cuenca como un todo. El Comité de Coordinación de la Gran Cuenca Artesiana (GABCC) provee recomendaciones a organizaciones comunitarias y estatales, hasta ministros de gobierno estatales, sobre un manejo de recursos eficiente, efectivo y sostenible en la cuenca. Todos los estados, territorios y agencias gubernamentales australianas con responsabilidades administrativas sobre cualquier parte de la GCA, además de representantes de las comunidades y de sectores, tienen membresía en el Comité.

## Posible agotamiento y polución
El 21 de febrero de 2011, el programa Four Corners de la cadena televisiva ABC australiana reveló que existía una seria preocupación sobre el posible agotamiento y daño químico a la Gran Cuenca Australiana como resultado de la extracción de gas metano de carbón. En un incidente de los reportados en el programa, la Queensland Gas Company (QGC) realizó la fracturación hidráulica de su pozo Myrtle 3 para conectar el acuífero Springbok con la brecha de carbón debajo de este en 2009. Agricultores locales expresaron su preocupación de que unos 130 litros de un químico potencialmente peligroso hubieran sido depositados en la Gran Cuenca Artesiana. La QGC admitió el incidente, pero no alertó sobre el problema a las autoridades y población cercana a las aguas hasta 13 meses después. Además, el data sheet de seguridad para la fracturación química de QGC provenía de Estados Unidos, estaba incompleto y desactualizado en 10 años. Es posible que más de 30 químicos hayan sido utilizados en el proceso y se desconoce su impacto a largo plazo en los acuíferos, la agricultura y los habitantes que dependen de ellos.

### En inglés
- A New Understanding of the Groundwater Resources of the Great Artesian Basin, L.A. Endersbee, Australian Academy of Technological Sciences and Engineering
- The Great Artesian Basin, Queensland Department of Natural Resources and Water
- Ancient water source vital for Australia Archivado el 7 de enero de 2009 en Wayback Machine., ScienceDaily
- Great Artesian Basin Coordinating Committee - information and resources relating to the Great Artesian Basin
- Water Down Under - The Great Artesian Basin Story, Video production by Anvil Media on behalf of the Great Artesian Basin Coordinating Committee (GABCC), 2008, Australian Government Department of Sustainability, Environment, Water, Population and Communities

- Datos: Q656985